# Дом-музей Сулеймана Юдакова
Дом-музей Сулеймана Юдакова — музей, посвящённый творчеству советского композитора, классика узбекской музыки второй половины XX века Сулеймана Юдакова.

## История
Дом-музей Сулеймана Юдакова открыли 14 декабря 2008 года в Ташкенте, при Доме композиторов Узбекистана.
Музей создан Союзом композиторов Узбекистана, фондом имени Сулеймана Юдакова и его друзьями, во главе с Борисом Бабаевым.
В доме-музее периодически проводятся встречи литературно-творческого объединения «Данко», а также семинары при Союзе писателей Узбекистана. При музее создан литературно-музыкальный клуб «Майсара».